# Recherche à facettes
 (juin 2021).
Si vous disposez d'ouvrages ou d'articles de référence ou si vous connaissez des sites web de qualité traitant du thème abordé ici, merci de compléter l'article en donnant les références utiles à sa vérifiabilité et en les liant à la section « Notes et références ».
La recherche à facettes (ou recherche facettée, ou navigation à facettes) est une technique en recherche d'information correspondant à une méthodologie d'accès à l'information basée sur une classification à facettes. Elle donne aux utilisateurs les moyens de filtrer une collection de données en choisissant un ou plusieurs critères (les facettes). Il n'est donc pas tant question de recherche que de filtrage (une recherche brute, taxonomique, pouvant être utilisée en complément). Une classification à facettes associe à chaque donnée de l'espace de recherche un certain nombre d'axes explicites de filtrage, par exemple des mots clés issus d'une analyse de texte, des métadonnées stockées dans une base de données, etc. On trouve par exemple des recherches à facettes basées sur des catégories sur de nombreux sites de vente en ligne.
On notera donc que ce type de présentation n'est pas une réelle méthode de « recherche » d'information, mais plutôt un outil de support à la recherche. Il est à distinguer de la recherche par critères qui correspond, quant à elle, à une recherche avancée.

## Type de facette
Les facettes peuvent, par exemple, être liées :
- à la date de publication (ou modification) des résultats ;
- au type des résultats (en général, type des documents) ;
- à la source d'origine ;
- à la langue ;
- à la présence de mots ou d'expressions clés liés à la recherche ;
- à la présence d'entité nommée comme une personne, un lieu, une organisation…
- etc.

La présentation de ces facettes est très variable suivant les outils, mais la manière la plus classique reste de les lister en précisant le nombre de résultats répondant à la fois à la requête effectuée et à la facette. La sélection d'une facette supplémentaire va affiner la requête courante en appliquant le critère lié à la facette en plus des critères déjà sélectionnés, pour ne présenter que les résultats pertinents par rapport à la réunion de toutes ces facettes.

## Recherche académique
Dans le domaine académique, les chercheurs du domaine des sciences de l'information et de la bibliographie se sont penchés sur le sujet. Dans une moindre mesure, certaines équipes en informatique liées à la recherche d'information ont aussi travaillé sur l'implémentation pratique de solutions de recherche à facettes.
Les principaux efforts se sont orientés vers :
- recherches sur les systèmes de vision dirigées par Steve Pollitt à l'université de Huddersfield.
- le projet Flamenco, sous la direction de Marti Hearst à l'Université de Californie à Berkeley[1].
- le projet d'archive scientifique CiteSeerX[2] à Pennsylvania State University.
- Exhibit, de SIMILE Project, initiative provenant du MIT.